# Presja (powieść)
Presja (ang. Good as Dead) – powieść kryminalna brytyjskiego pisarza Marka Billinghama z 2011. Polskie wydanie książki ukazało się w 2013 w tłumaczeniu Roberta P. Lipskiego. 

## Treść
Dziesiąta część cyklu z inspektorem Tomem Thorne’em. Hinduski sklepikarz Javed Akhtar barykaduje się we własnym sklepiku spożywczym na Tulse Hill w Londynie (dzielnica Borough of Lambeth) i bierze zakładników: funkcjonariuszkę policji Helen Weeks i pracownika bankowego Stephena Mitchella. Jego żądaniem jest sprawdzenie, czy samobójstwo jego syna Amina, osadzonego w zakładzie karnym dla nieletnich w Barndale nie było w istocie morderstwem, o czym jest (jako jedyny) przekonany. Jako wykonawcę tego polecenia wskazuje Thorne’a. 
Powieść uplasowała się na liście bestsellerów pisma „Sunday Times”. Według cyklu powstał też angielski serial filmowy.